# Nauru Handball Association
Die Nauru Handball Association ist der nationale Handballverband der Republik Nauru.

## Geschichte
Der Verband wurde am 7. November 2015 gemeinsam mit sechs anderen nationalen Verbänden in die Internationale Handballföderation (IHF) aufgenommen. Gleichzeitig wurde der Verband zum Mitglied der Oceania Continent Handball Federation (OCHF).

## Vorstand
Verbandspräsident ist der Politiker Riddell Akua, als Generalsekretär fungiert der ehemalige Gewichtheber Marcus Stephen.